# Nihonium
Nihonium, tidigare även Ununtrium, är ett grundämne med det kemiska tecknet Nh och atomnumret 113. IUPAC föreslog i juni 2016 det permanenta namnet nihonium (Nh) för grundämnet. Namnet nihonium blev officiellt accepterat den 28 november 2016.

## Historik
Den 1 februari 2004 rapporterade vetenskapsmän vid Joint Institute for Nuclear Research i Dubna i Ryssland och vetenskapsmän vid Lawrence Livermore National Laboratory i USA att de upptäckt nihonium och moskovium. De båda ämnenas namn fastslogs officiellt i november 2016 och under dessa namn togs ämnena därmed permanent med i det periodiska systemet.